# TivoliVredenburg
TivoliVredenburg is een muziekgebouw en poppodium aan de Vredenburgkade in Utrecht, ontstaan uit een fusie van Muziekcentrum Vredenburg en Tivoli Oudegracht. Het werd geopend in 2014 en omvat vijf concertzalen met een totale zaalcapaciteit van 5500 personen, een café en een restaurant. Het is gebouwd op de plek van het voormalige Muziekcentrum Vredenburg, dat op de Symfoniezaal na gesloopt is.

## Geschiedenis
De eerste plannen voor de sloop en herbouw van Muziekcentrum Vredenburg dateren van eind jaren tachtig. In het kader van een vernieuwing van het stationsgebied werd nagedacht over een uitbreiding van het muziekcentrum met poppodium Tivoli en het SJU jazzpodium, welke beide met logistieke en huisvestingsproblemen kampten. In 2004 presenteerde de gemeente Utrecht de eerste concrete plannen voor het nieuwe gebouw onder de werknaam Muziekpaleis, waarin de drie organisaties zouden fuseren. In 2010 werd met de bouw gestart in het kader van het project CU2030. Door een voortijdige sluiting van het SJU-jazzpodium stapte deze organisatie uit het project en werd de programmering van jazzconcerten door Tivoli overgenomen.
Op 21 juni 2014 opende koning Willem-Alexander het nieuwe TivoliVredenburg. De jaren erna werden gekenmerkt door problemen maar ook door groei van bezoekersaantallen en het aantal producties. Waar in het openingsjaar 635.000 mensen het gebouw bezochten, ontving TivoliVredenburg in 2019 1,2 miljoen bezoekers.
Op 12 maart 2020 vielen de activiteiten in het gebouw grotendeels stil vanwege de coronacrisis. Honderden concerten moesten vaak meerdere keren worden verplaatst. Tijdens deze periode lanceerde TivoliVredenburg de ‘corona-proof’ concertserie Walk The Line, waarbij bezoekers op gepaste afstand achter elkaar aanliepen en zo verschillende zalen met optredens bezochten. Ook zond TivoliVredenburg livestreams uit via het platform Studio TivoliVredenburg. Eind 2022 gingen de deuren van TivoliVredenburg weer volledig open voor het publiek.

## Programma en publiek
TivoliVredenburg kenmerkt zich door een diverse programmering in de zes verschillende zalen, waar een klassiek concert bijvoorbeeld op hetzelfde moment kan plaatsvinden als een heavy metal-concert. Naast muziek in verschillende (sub)genres als jazz, pop, dance, (neo)klassiek, heavy en global, biedt TivoliVredenburg ook een kennis- en debatprogramma en een familieprogramma. Tegenwoordig trekt TivoliVredenburg ongeveer 1,3 miljoen bezoekers per jaar.

## Indeling
Het gebouw is ontworpen als een verticale stad, waarbij de verschillende concertruimtes hun eigen identiteit hebben en verbonden worden door looproutes en pleinen. De voor- en achtergevel zijn grotendeels in glas uitgevoerd, waarbij verschillende zalen voor een deel uit het gebouw steken, de zijgevel is uitgevoerd als een soort noppenstructuur met hier en daar ronde ramen. Met zijn opzet van vijf geheel verschillende zalen over negen verdiepingen is het gebouw uniek in de wereld. Naast de vijf concertzalen bevinden zich op de begane grond tevens een café en een restaurant. Het ontwerp van het gebouw is verzorgd door het architectenbureau van Herman Hertzberger en Patrick Fransen; de nieuwe zalen zijn elk door een andere architect ontworpen.
Hieronder een overzicht van de verschillende zalen.

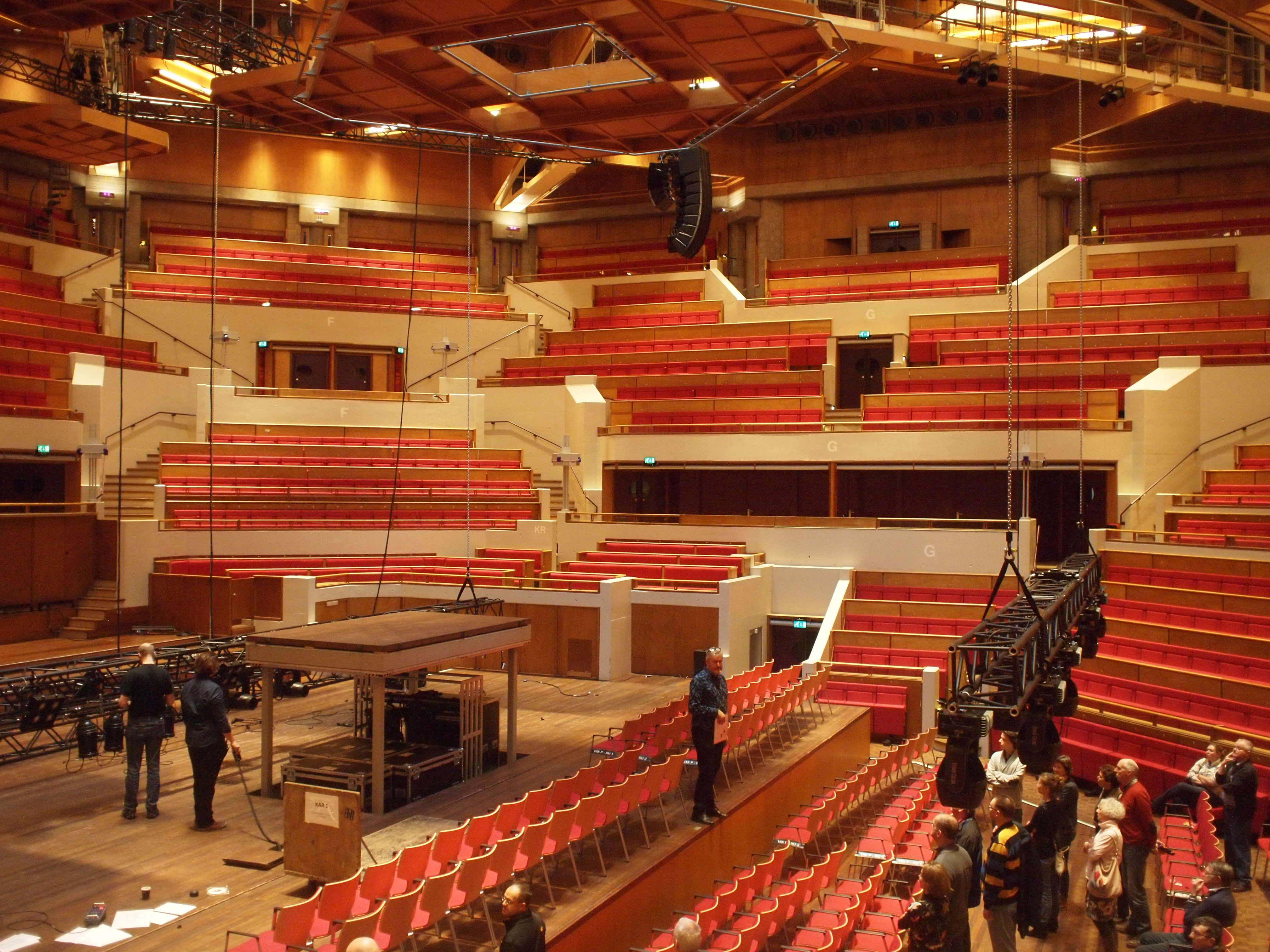
Grote zaal

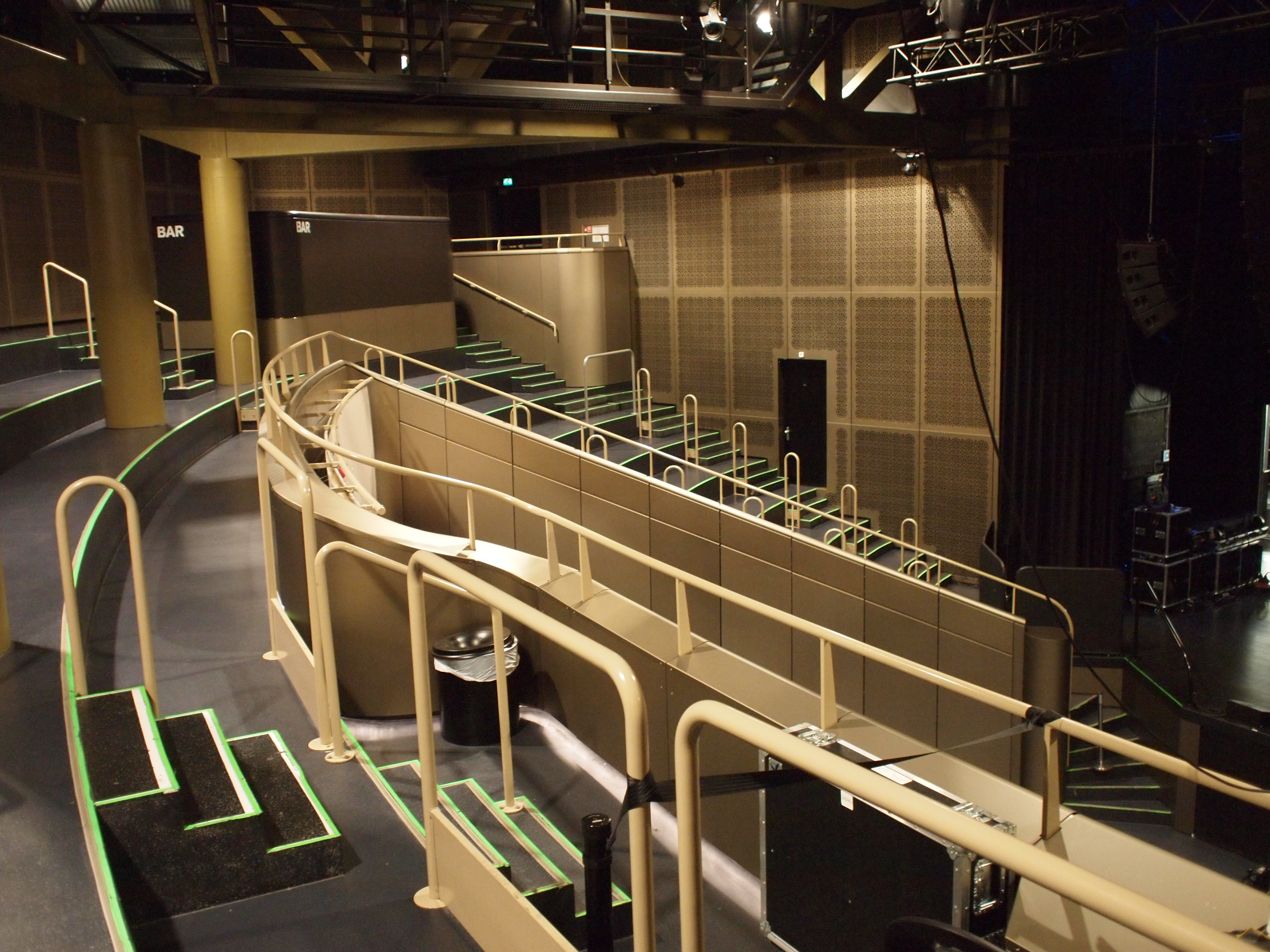
Ronda

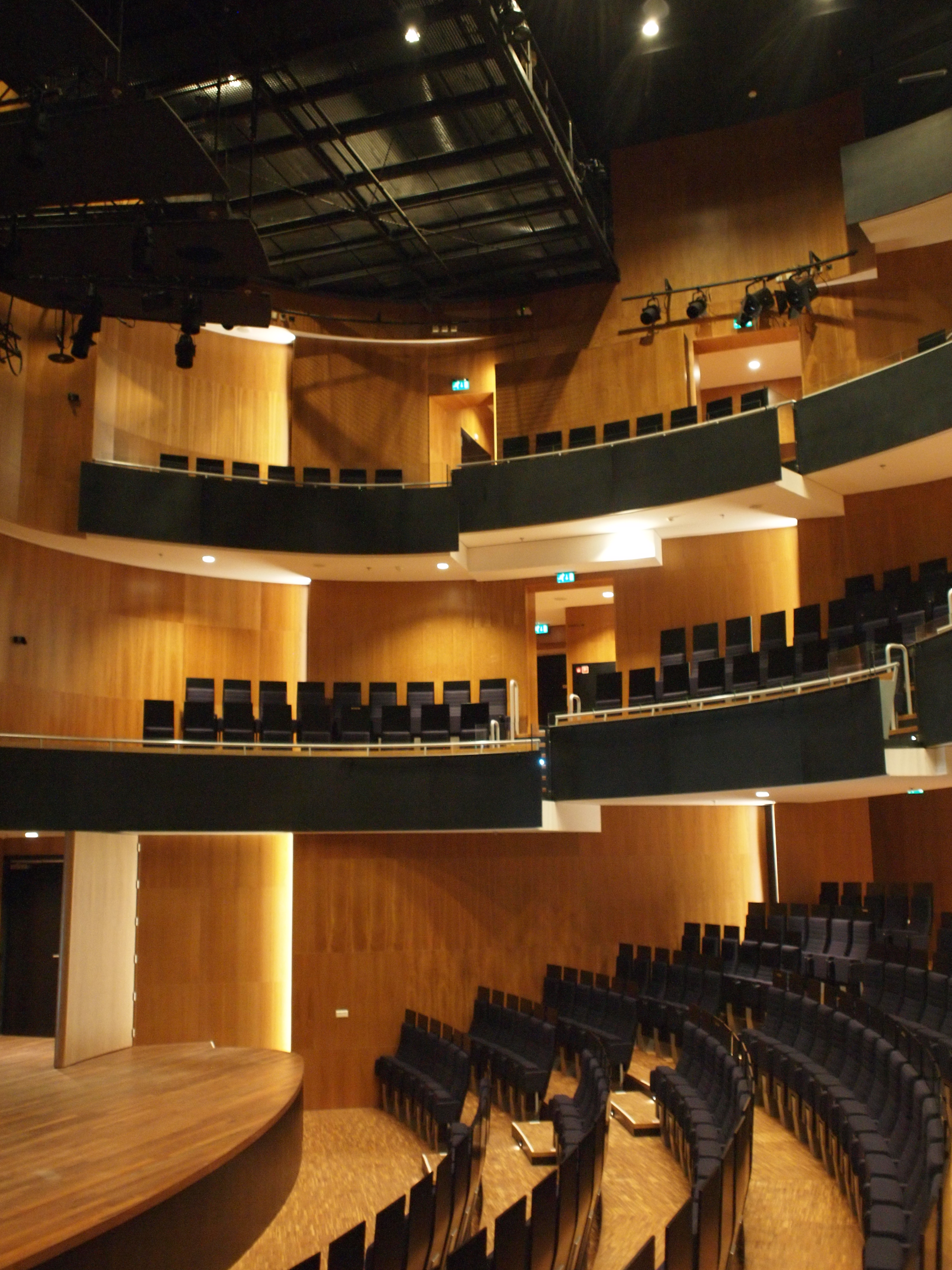
Hertz

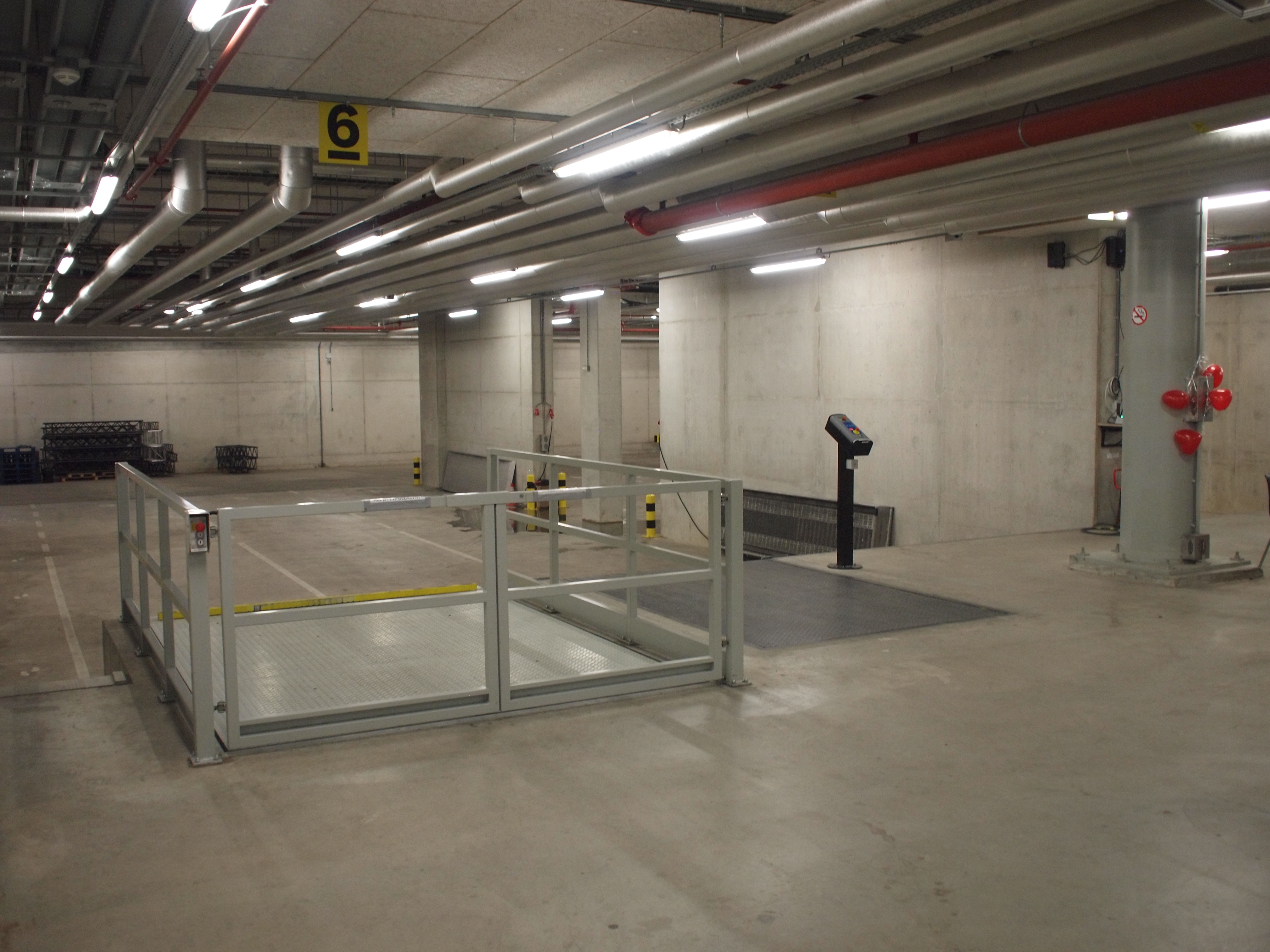
Expeditieruimte in de kelder

### Grote Zaal
De Grote Zaal is de Symfoniezaal van het voormalige Muziekcentrum Vredenburg en vrijwel het enig overgebleven deel van dit gebouw. De zaal is gerenoveerd en er zijn kleine aanpassingen gedaan. De verbouwing is ontworpen door Architectuurstudio HH van Herman Hertzberger, de oorspronkelijke architect van deze zaal. De capaciteit van de zaal is 1.717 stoelen.

### Ronda
De Ronda is de popzaal van het complex, met een capaciteit van 2000 bezoekers. De zaal is halfrond gebouwd, met een balkon dat vanaf de zijkanten, via de achterkant over de gehele lengte van de zaal loopt. Hierdoor staat de bezoeker vanuit alle kanten relatief dicht op het podium. Door het toepassen van speciale wandbekleding heeft de zaal een zeer droge akoestiek, wat het geschikt maakt voor de hoge geluidsvolumes van popmuziek. De zaal is ontworpen door Jo Coenen.

### Pandora
De Pandora zaal is een zogenaamde cross-overzaal, geschikt voor velerlei soorten muziek en andere activiteiten. De voornaamste programmering zal bestaan uit dance. De zaal heeft een donkere uitstraling met een droge akoestiek en heeft twee balkons en een verhoging met ronde ramen, waardoor men over de stad uitkijkt. Onder de zaal bevindt zich een ruime, lichte foyer met een bar en rookruimte. De zaal heeft een capaciteit van 700 bezoekers en is ontworpen door NL Architects.

### Cloud Nine en Club Nine
De Cloud Nine zaal is ontworpen als jazz-zaal, maar wordt in de praktijk multifunctioneel ingezet. De zaal is ontworpen door Thijs Asselbergs. De vloer en het podium zijn in hout uitgevoerd. Het aangrenzende cafégedeelte, genaamd de Club Nine, zou oorspronkelijk een jazzcafé worden dat 24 uur per dag geopend zou zijn. Tegenwoordig wordt de Club Nine ook zelfstandig ingezet voor optredens in een intieme setting.

### Hertz
De Hertz is uitgevoerd als zaal voor kamermuziek. De zaal is halfovaal met twee balkons, heeft 543 vaste stoelen en is grotendeels uitgevoerd in kersenhout. Achter het podium bevindt zich een groot raam, waardoor men uitkijkt over Utrecht. Bij het ontwerp van de zaal is veel aandacht besteed aan de galm, die het geschikt maakt voor klassieke muziek en (semi)akoestische popmuziek. Boven op de stoelen is op hoofdhoogte nog een extra stukje hout gemaakt om de akoestische beleving te verbeteren. Met verschuifbare gordijnen langs de wanden kan de akoestiek eventueel nog aangepast worden. De zaal is ontworpen door Architectuurstudio HH van Herman Hertzberger en Patrick Fransen.

## Festivals
Er zijn jaarlijks verschillende festivals en evenementen in TivoliVredenburg die geheel of deels in het pand plaatsvinden, waaronder Le Guess Who?, Festival Oude Muziek Utrecht, International Literature Festival Utrecht (ILFU), Internationaal Kamermuziek Festival Utrecht (IKFU), het Internationaal Franz Liszt Pianoconcours, Transition, My First Festival en Footprints. Tijdens festivals zijn er vaak optredens in verschillende zalen tegelijkertijd.

## Faciliteiten
Het gebouw bevat naast de publiek toegankelijke zalen en pleinen ook diverse facilitaire ruimtes, waaronder 26 kleedkamers, twee artiestenfoyers, diverse oefenruimtes en een studio. In de kelder van het gebouw bevinden zich keukens en een grote expeditieruimte voor het laden en lossen van vrachtwagens. In totaal kunnen hier zes vrachtwagens tegelijk laden en lossen. De expeditieruimte beschikt over een eigen, deels ondergrondse oprijlaan die loopt vanaf de kruising bij het Paardenveld, nabij de Bergstraat.

## Organisatie
Het gebouw is eigendom van de gemeente Utrecht. De exploitatie wordt verzorgd door huurder Stichting TivoliVredenburg. De stichting bestaat formeel uit een directeur en een raad van toezicht. TivoliVredenburg volgt de principes van de Governance Code Cultuur en de Fair Practice Code (FPC) voor werkenden in de culturele sector en de Code Diversiteit & Inclusie. Naast het organiseren van eigen evenementen door de stichting wordt het gebouw verhuurd aan andere partijen, bijvoorbeeld voor congressen, presentaties en vergaderingen. Het café "Het Gegeven Paard" en restaurant "Danel" op de begane grond worden door een zelfstandige BV geëxploiteerd, waarvan TivoliVredenburg de enige aandeelhouder is. De Helling is na de fusie als zelfstandig podium verdergegaan.

## Problemen

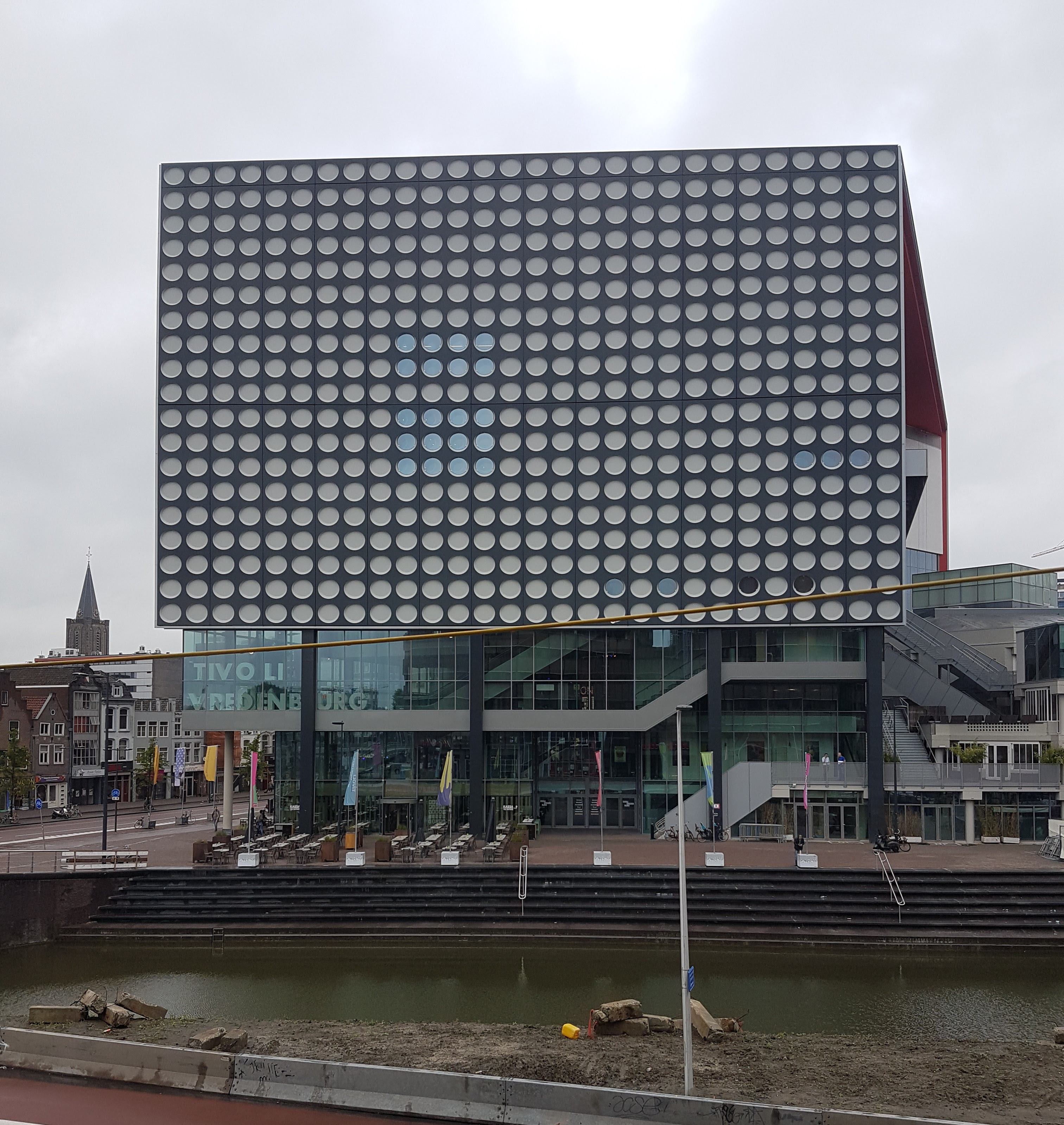
Westzijde met de kade aan de singel

Na de opening van het gebouw kwamen diverse problemen aan het licht. Zo bleek er een geluidslek te zitten tussen de Ronda en de Hertz, waardoor er niet gelijktijdig concerten in beide zalen konden plaatsvinden. Het probleem werd in juni 2015 opgelost met het plaatsen van rubberen vering in de steunpilaren van het gebouw en geluidsisolerende platen in het dak van de Ronda. Tevens werd een onderzoek gestart naar een tweede geluidslek tussen de Cloud Nine en de Hertz. Enkele maanden na de opening in 2014 bleek er een tekort op de begroting te bestaan van 1,7 miljoen euro in 2014 en 2,5 miljoen euro in 2015, voornamelijk veroorzaakt door hogere kosten voor personeel, productie, horeca en afnemende subsidie en lagere opbrengsten van sponsoring. De jaarlijkse bezoekersaantallen bleken wel positief, met 635.000 was dit 190.000 hoger dan verwacht.
In mei 2016 kwam er een rapport uit van de commissie Gehrels, met aanbevelingen voor de toekomst. Op basis hiervan besloot de Gemeente Utrecht extra te investeren in TivoliVredenburg, met een jaarlijkse huurverlaging van 1,9 miljoen euro en een eenmalige subsidie van 400.000 euro om de commerciële activiteiten te versterken en meer grote artiesten binnen te halen. Het geld hiervoor kwam beschikbaar uit financiële meevallers van de gemeente.

## Onderscheidingen
In 2015 won het ontwerp van het gebouw de Rietveldprijs. Het werd tevens genomineerd voor de Mies van der Rohe Award, maar bereikte de finale niet.
Begin 2017 kreeg TivoliVredenburg het IJzeren Podiumdier uitgereikt voor het beste Poppodium van 2016, een prijs van de Vereniging Nederlandse Poppodia. Toelichting bij de prijs was onder meer "De snelheid waarmee TivoliVredenburg, ondanks alle politieke hobbels, zich op de kaart heeft weten te zetten is bewonderenswaardig". Directeur Frans Vreeke kreeg in 2018 het IJzeren Podiumdier 2017 voor beste directeur.

## Renovatie rondom Grote Zaal
In 2023 maakte TivoliVredenburg bekend dat de gevel en foyers rondom de Grote Zaal (deel van het oorspronkelijke Vredenburg) verbouwd gaan worden. Na de verbouwing krijgt TivoliVredenburg een nieuwe entree aan het Vredenburgplein. In een crowdfunding dragen 1925 donateurs in totaal €102.455 bij aan de verbouwing. Het nieuwe entree is ontworpen door architectenbureau AHH. De oprichter daarvan, Herman Hertzberger, is de oorspronkelijke architect van Muziekcentrum Vredenburg.

## Varia
- Op 19 november 2023 vond buiten openingstijden een dodelijke steekpartij in het gebouw plaats bij een ruzie tussen twee schoonmakers. [19][20][21]
- Op het dak van Tivoli staat het beeld De Verzekeringsengel van Henri Scholtz, dat ook bekend staat als De schele maagd. Dit beeld hield zeventig jaar lang de wacht voor het kantoor van verzekeringsmaatschappij De Utrecht, tot dat gebouw in 1979 werd afgebroken.[22][23]